# 背尾伊洋
背尾 伊洋（せお よしひろ、1973年8月15日 - ）は、大阪府大阪市出身の元プロ野球選手（投手）。

## 来歴・人物
大阪桐蔭高時代、3年次の1991年に春の選抜、夏の第73回全国選手権に出場。エースナンバーを着ける和田友貴彦（東洋大-東芝府中）との2本柱で夏は準決勝・星稜高戦で当時2年生の松井秀喜を抑えて完投勝利、決勝戦でも登板し、初出場での初優勝に貢献する。同期に萩原誠、澤村通、1学年下に渕脇芳行がいた。
1991年のプロ野球ドラフト会議で近鉄バファローズから5位指名を受けて入団。
大型投手として期待されていたが二軍でも結果が出ずオーバースローからサイドスローに転向し、プロ5年目の1996年に一軍登板を果たすと初勝利を完封勝利で飾るなど18試合に登板した。
スライダーやシュートが武器で、斎藤雅樹ばりのサイドスローのフォームが話題となる。しかし、翌年以降は故障の連続で一軍登板から遠のく。
1998年シーズン途中、大森剛との1対2の交換トレードで南真一郎とともに読売ジャイアンツへ移籍する。しかし、巨人では故障により一軍登板がなく、2000年シーズン終了後に現役を引退。

## 詳細情報

### 年度別投手成績
| 年 度     | 球 団     | 登 板 | 先 発 | 完 投 | 完 封 | 無 四 球 | 勝 利 | 敗 戦 | セ 丨 ブ | ホ 丨 ル ド | 勝 率 | 打 者 | 投 球 回 | 被 安 打 | 被 本 塁 打 | 与 四 球 | 敬 遠 | 与 死 球 | 奪 三 振 | 暴 投 | ボ 丨 ク | 失 点 | 自 責 点 | 防 御 率 | W H I P |
| --------- | --------- | ----- | ----- | ----- | ----- | -------- | ----- | ----- | -------- | ----------- | ----- | ----- | -------- | -------- | ----------- | -------- | ----- | -------- | -------- | ----- | -------- | ----- | -------- | -------- | ------- |
| 1996      | 近鉄      | 18    | 7     | 1     | 1     | 0        | 1     | 2     | 0        | --          | .333  | 216   | 49.0     | 45       | 5           | 27       | 0     | 3        | 40       | 3     | 0        | 24    | 20       | 3.67     | 1.47    |
| 1997      | 近鉄      | 4     | 0     | 0     | 0     | 0        | 0     | 0     | 0        | --          | ----  | 26    | 6.1      | 2        | 0           | 6        | 1     | 0        | 1        | 1     | 0        | 0     | 0        | 0.00     | 1.26    |
| 通算：2年 | 通算：2年 | 22    | 7     | 1     | 1     | 0        | 1     | 2     | 0        | --          | .333  | 242   | 55.1     | 47       | 5           | 33       | 1     | 3        | 41       | 4     | 0        | 24    | 20       | 3.25     | 1.45    |

### 記録
- 初登板：1996年4月4日、対オリックス・ブルーウェーブ3回戦（藤井寺球場）、9回表に3番手で救援登板・完了、1回無失点
- 初奪三振：同上、9回表にトロイ・ニールから
- 初先発：1996年4月14日、対福岡ダイエーホークス3回戦（福岡ドーム）、3回1/3を1失点
- 初勝利・初完投勝利・初完封勝利：1996年9月16日、対日本ハムファイターズ25回戦（藤井寺球場）

### 背番号
- 45 （1992年 - 1998年途中）
- 86 （1998年途中 - 1999年）
- 51 （2000年）